# Fremont (Iowa)
Pour les articles homonymes, voir Fremont.
Ne doit pas être confondu avec Comté de Fremont (Iowa).
Fremont est une ville du comté de Mahaska, en Iowa, aux États-Unis. Elle est incorporée le 14 mars 1883.

## Source de la traduction
- (en) Cet article est partiellement ou en totalité issu de l’article de Wikipédia en anglais intitulé « Fremont, Iowa » (voir la liste des auteurs).